# Isfet
| i | z · f · t | G37 |

| i | z · f · t | G37 |

Isfet o Asfet (que significa "injusticia", "caos" o "violencia"; o, como verbo: "hacer el mal") es un  término usado en el Antiguo Egipto como contraparte al concepto de Ma'at "Orden". Se consideraba que el Isfet es el producto del libre albedrío de un individuo en lugar de un estado primordial del caos.

## Principios e ideología
Es generalmente aceptado que Isfet es la contraparte del concepto de Ma'at (que significa "orden (del mundo)" o "armonía"). Según las antiguas creencias egipcias, Isfet y Ma'at constituyen un dualismo complementario y también paradójico: uno no podría existir sin su contraparte. Isfet y Ma'at se equilibraban. Ma'at debía vencer a Isfet, "lo que es difícil", "mal", "lo desarmónico" y "molesto". Isfet debía ser vencido por el "bien" reemplazando así la desunión con la unidad y el desorden con el orden. El faraón era el designado para "alcanzar" la Ma'at, lo que significa que tenía que mantener y proteger la justicia y la armonía mediante la destrucción del Isfet. Una monarquía responsable significaba que Egipto permanecería en la prosperidad y en paz del Ma'at. El permitir que la Isfet levante significaría que la humanidad se descompondría y regresaría a un estado primordial. La decadencia era inaceptable como un curso natural de eventos, lo que significaba que el mundo estaba separado del cosmos y fuera del orden. El universo tenía un significado cíclico, tenía secuencias repetidas: el ocaso diario y sus crecientes estaciones anuales e inundaciones del Nilo. Cuando esto cambiaba, es decir, la Ma'at se ausentaba, el Isfet se desataba haciendo que no se produzca inundación del Nilo y el país caiga en hambruna. Por lo tanto, los antiguos egipcios creían que a través de sus rituales del orden cósmico producirían prosperidad a los dioses y diosas que controlaban el cosmos. Los principios de la contrariedad entre Isfet y Ma'at se ejemplifican en un cuento popular durante Reino Medio, llamado "el lamento de los beduinos": 
Los que destruyen la mentira promueven la Ma'at;
Los que promueven la buena voluntad borran la maldad.
Como la plenitud expulsa el apetito,
como la ropa cubre el desnudo y
como el cielo se aclara después de una tormenta. 
A los ojos de los egipcios, el mundo siempre era ambiguo; se pensó que las acciones y los juicios de un rey simplificaban estos principios para mantener a Ma'at al separar el orden del caos o el bien del mal. En el texto "Coffin Text 335a" afirma la necesidad de que los muertos sean limpiados del Isfet para renacer en la Duat .
Se cree que el Isfet es el producto del libre albedrío de un individuo en lugar de un estado primordial del caos. En la mitología, esto se representa cuando Apofis nace del cordón umbilical de Ra relativamente tarde.
También se creía que la representación física de Isfet era a través del dios Seth.

## Papel del faraón
Cuando el faraón hizo apariciones en público, le rodeaban imágenes de extranjeros que enfatizaban su papel de protector de la Ma'at y del enemigo, el Isfet, los enemigos extranjeros del antiguo Egipto. Como tal, al faraón se le representaba 'golpeando' a los extranjeros para mantener Ma'at.
El faraón también mantuvo el Culto del Templo para evitar que el Isfet se extendiera asegurándose de que los cultos se realizaban a los intervalos definidos que necesarios para preservar el equilibrio de Ma'at contra las fuerzas de Isfet.